# Oberstinzel
Oberstinzel ist eine französische Gemeinde mit 320 Einwohnern (Stand 1. Januar 2022) im Département Moselle in der Region Grand Est (bis 2015 Lothringen). Sie gehört zum Arrondissement Sarrebourg-Château-Salins.

## Geografie
Oberstinzel liegt etwa sieben Kilometer nördlich von Sarrebourg am Ostufer der Saar auf einer Höhe zwischen 232 und 323 m über dem Meeresspiegel. Das Gemeindegebiet an der Grenze zum Département Bas-Rhin umfasst 5,07 km².

## Geschichte
Das Gemeindewappen zeigt die ehemaligen Herren des Ortes: der silberne Balken auf blauem Grund ist das Wappen von Fénétrange, der silberne Sparren auf rotem Grund ein Teil des Wappens von La Petite-Pierre.
Das Dorf kam 1766 zu Frankreich, von 1871 bis 1918 zum Deutschen Reich und gehört seit 1919 wieder zu Frankreich.

### Bevölkerungsentwicklung
| Jahr      | 1962 | 1968 | 1975 | 1982 | 1990 | 1999 | 2007 | 2019 |
| Einwohner | 240  | 197  | 211  | 244  | 244  | 274  | 303  | 331  |

## Sehenswürdigkeiten
Das Schloss Sarreck (Saareck) aus dem Mittelalter liegt auf dem gegenüberliegenden Flussufer.

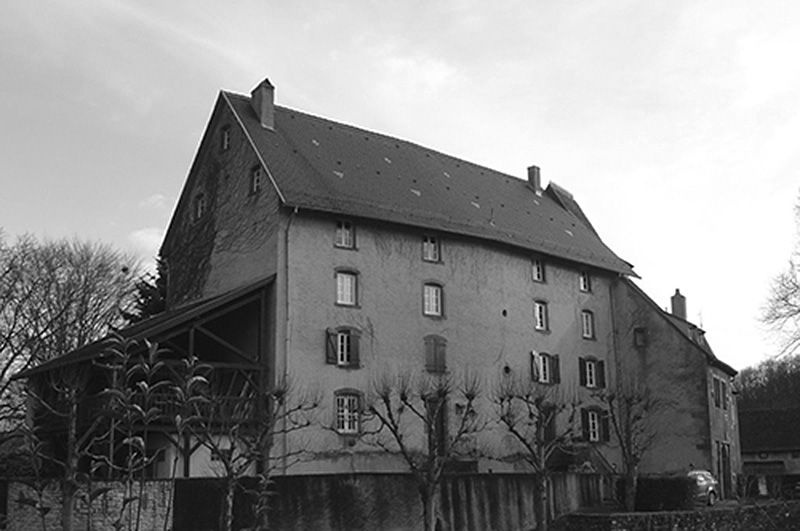
Schloss Sarreck
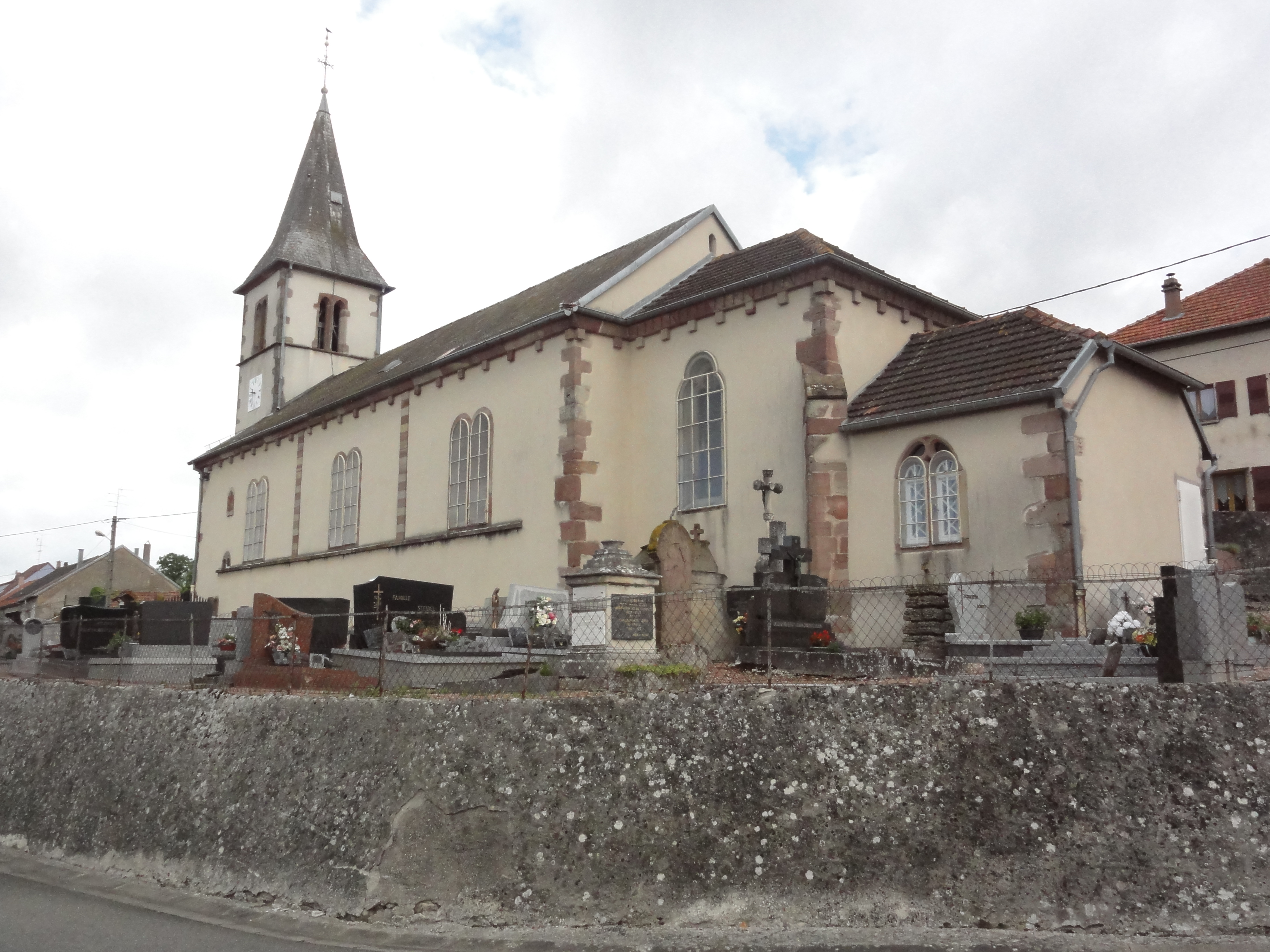
Kirche Saint-Denis
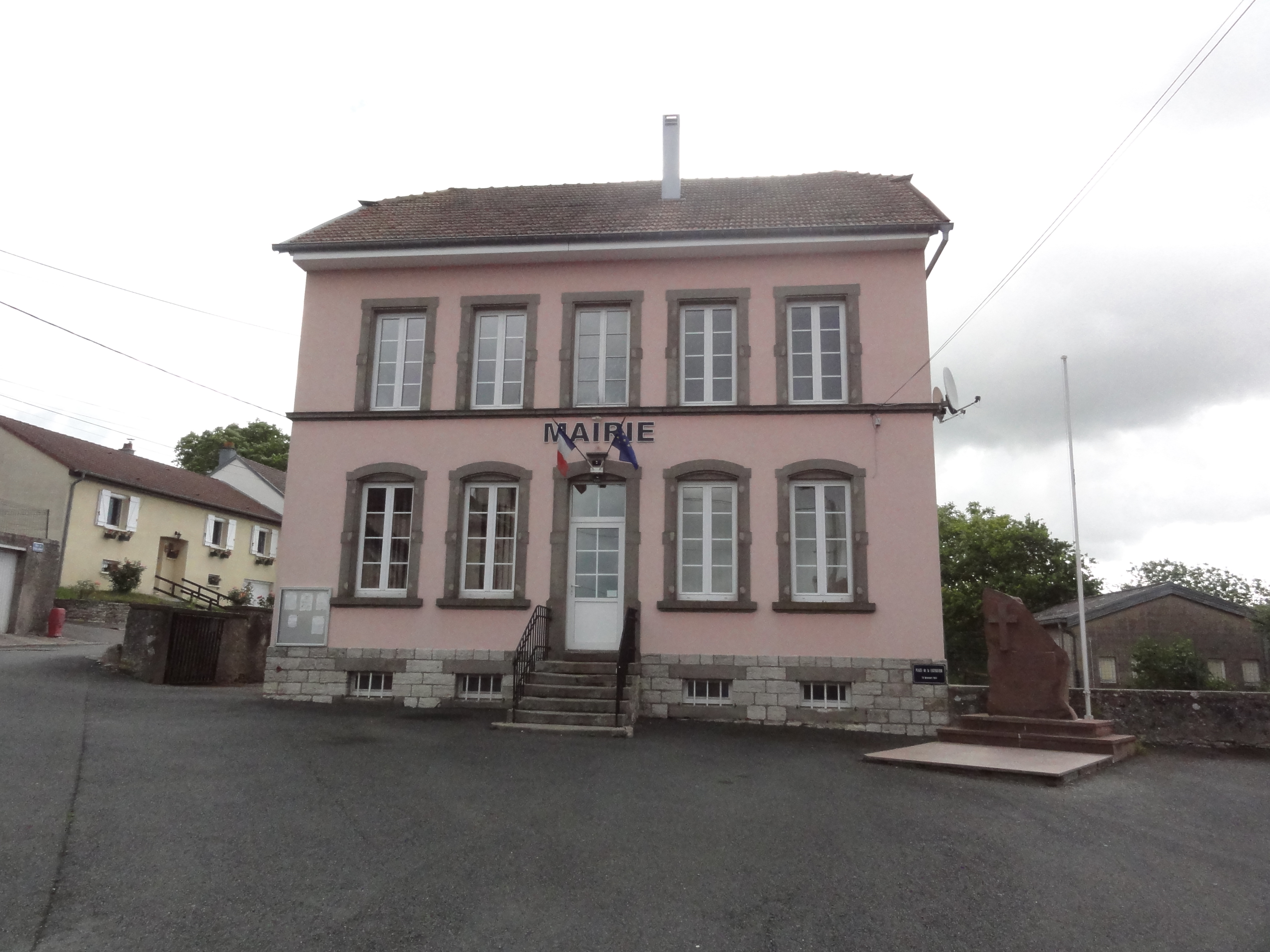
Rathaus
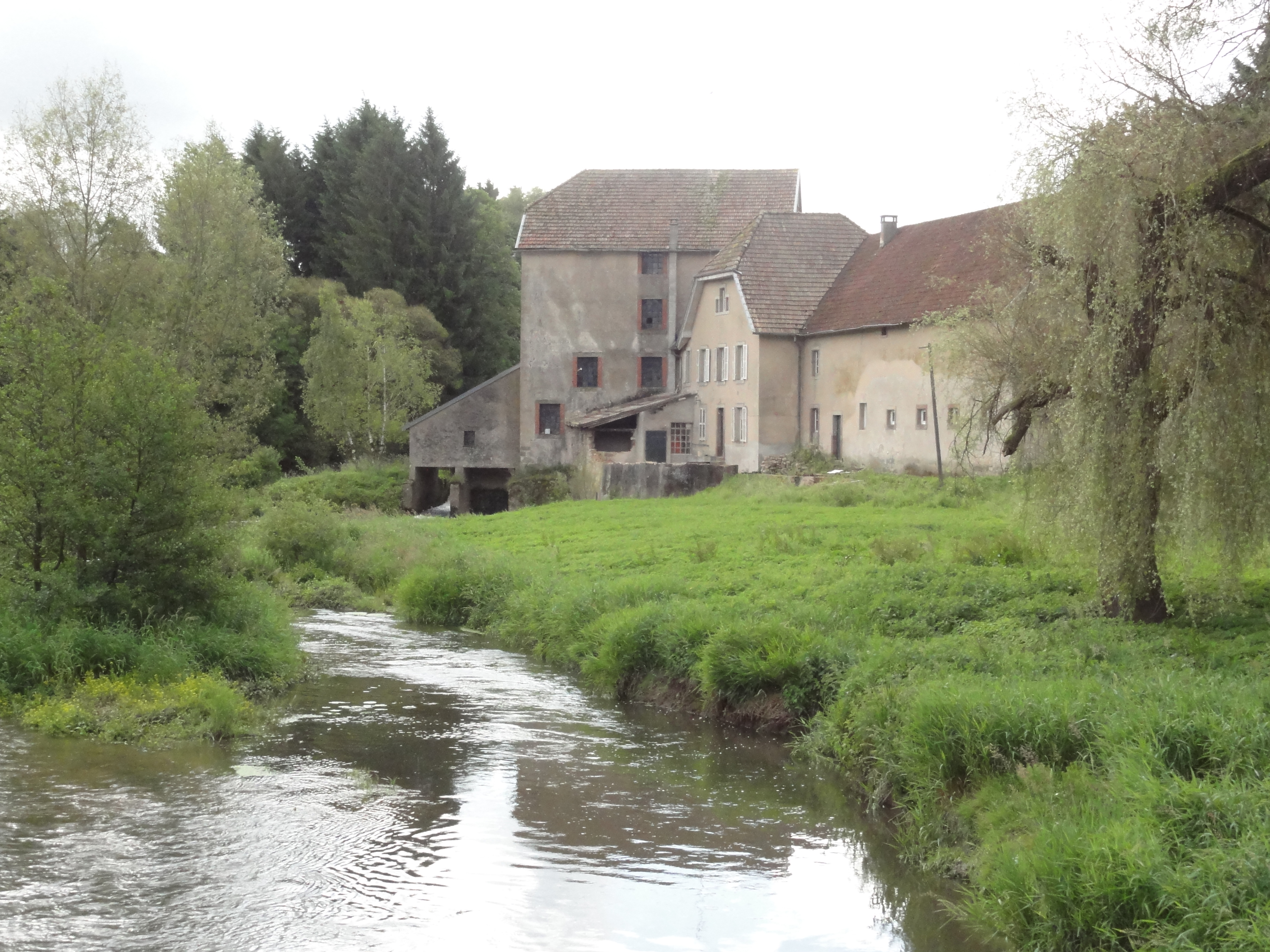
Wassermühle an der Saar
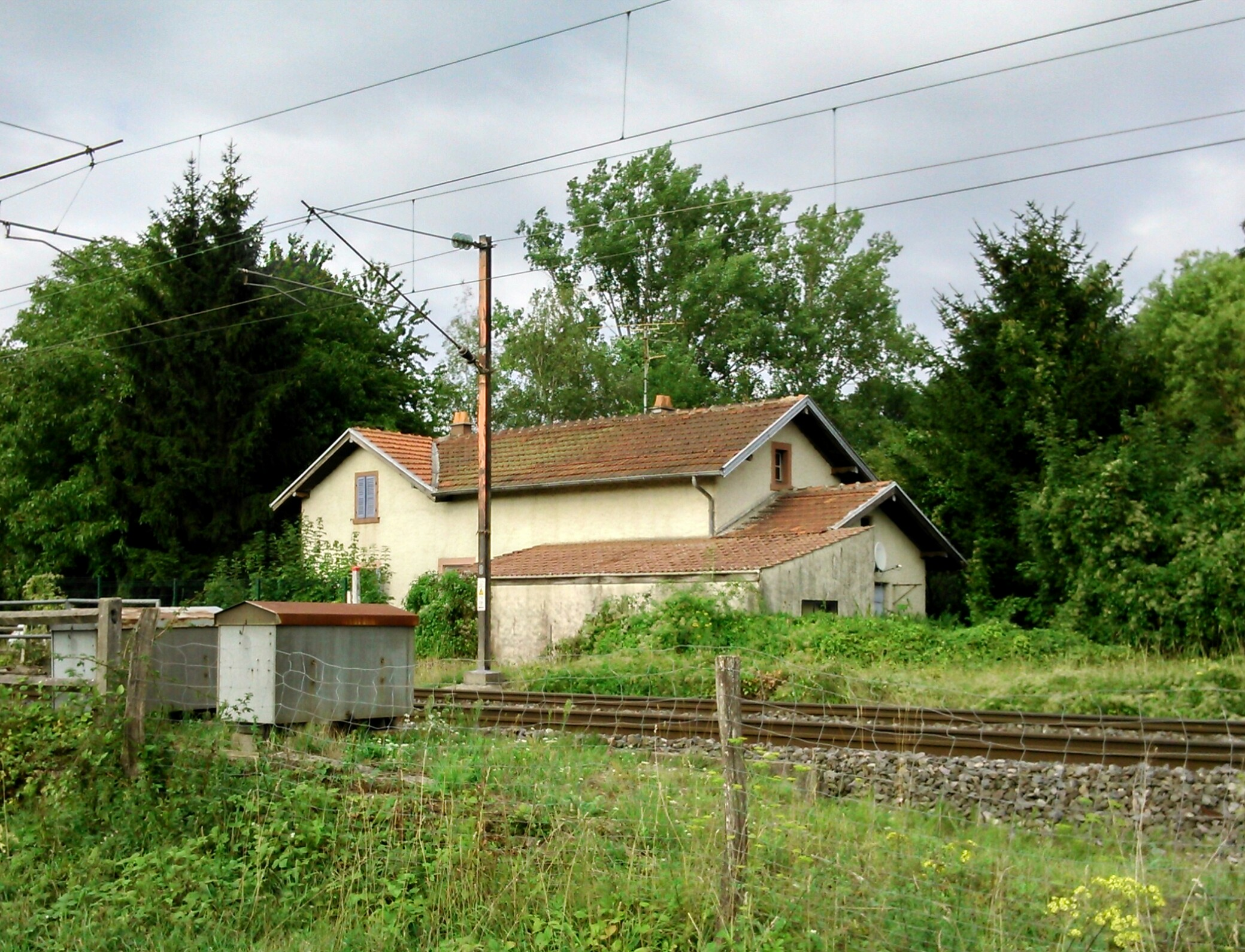
Ehemaliger Bahnhof Oberstinzel
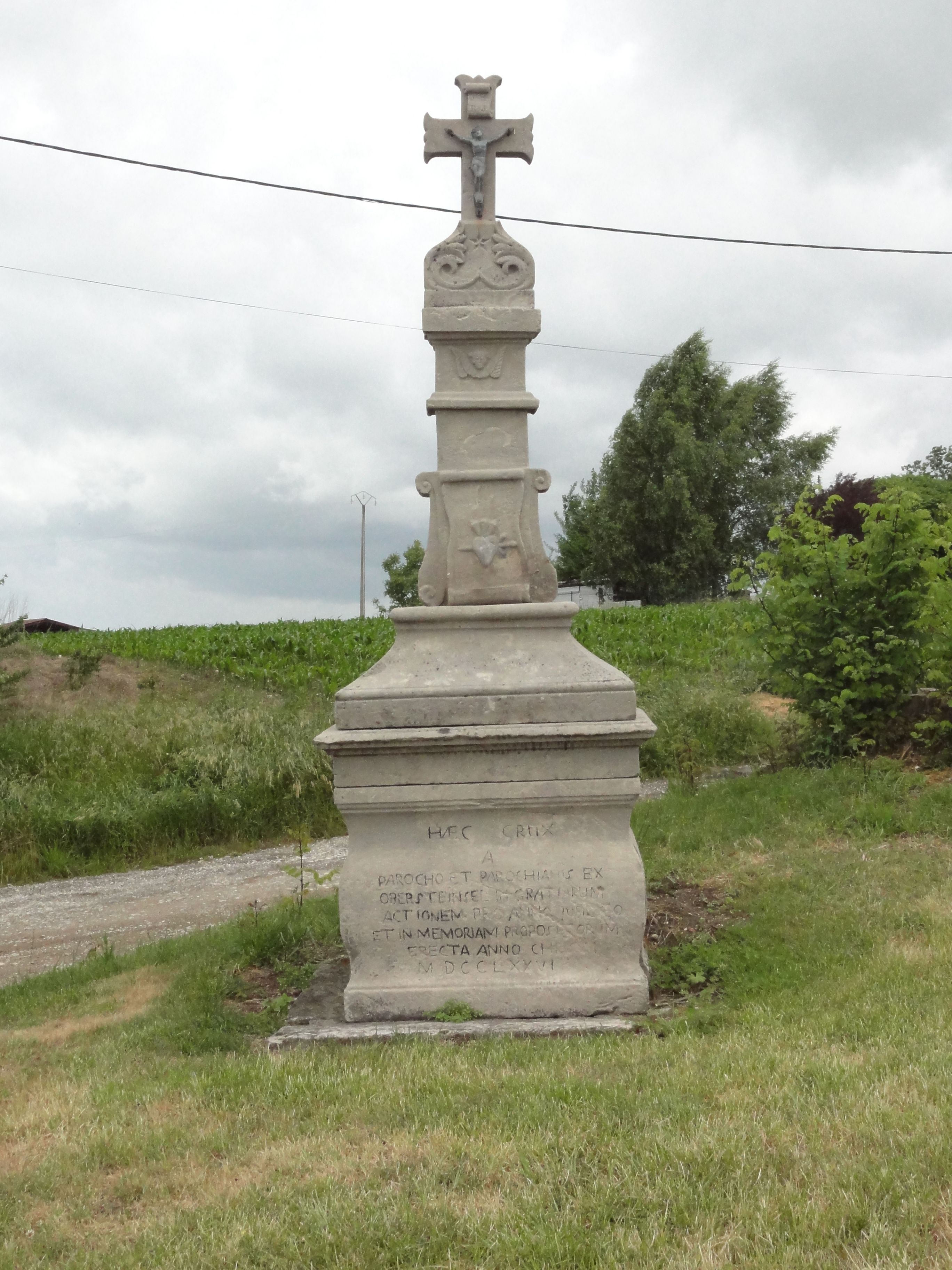
Eines der Wegkreuze in Oberstinzel

## Belege
1. ↑  Wappenbeschreibung auf genealogie-lorraine.fr (französisch)